# 内之浦町
内之浦町（うちのうらちょう）は、鹿児島県本土の東南部、大隅半島の東部にあった町である。2005年7月1日、高山町と合併し肝付町となった。
日本国内に2か所あるロケット打ち上げ基地のひとつ、内之浦宇宙空間観測所の所在地。日本初の人工衛星「おおすみ」や探査機「はやぶさ」が内之浦から発射された。

## 地理

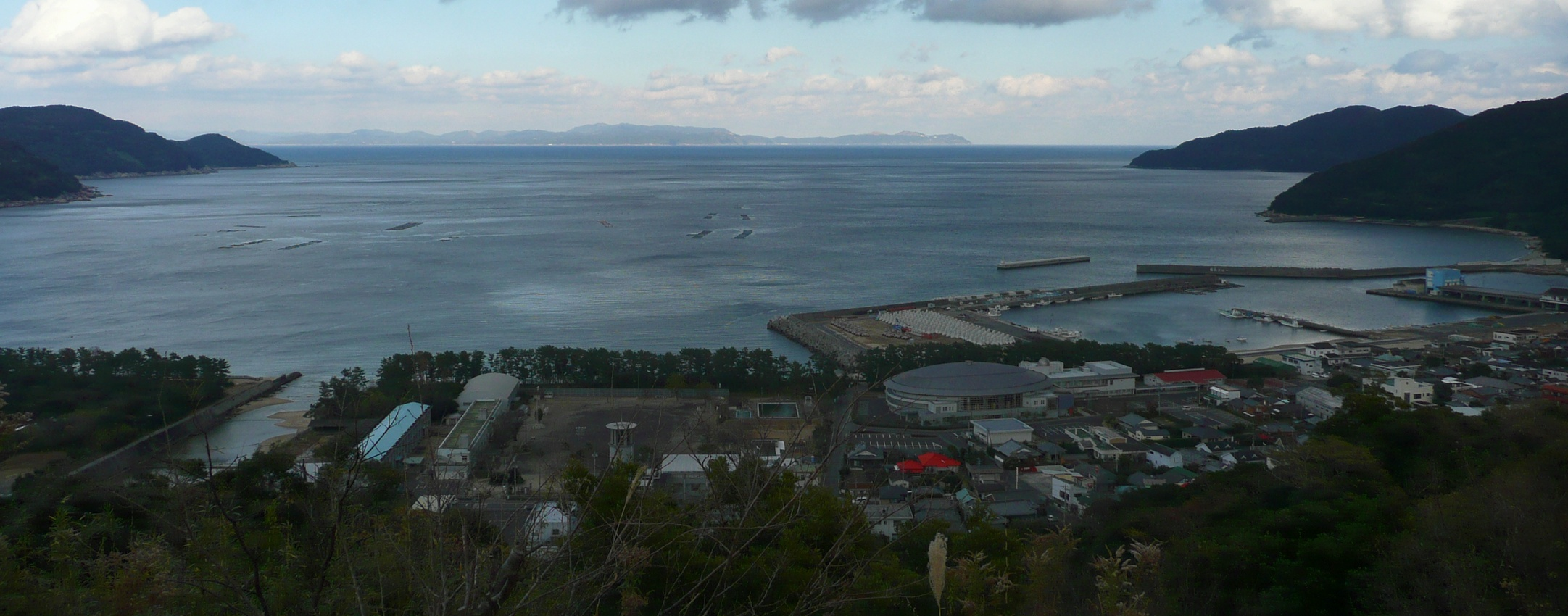
内之浦湾

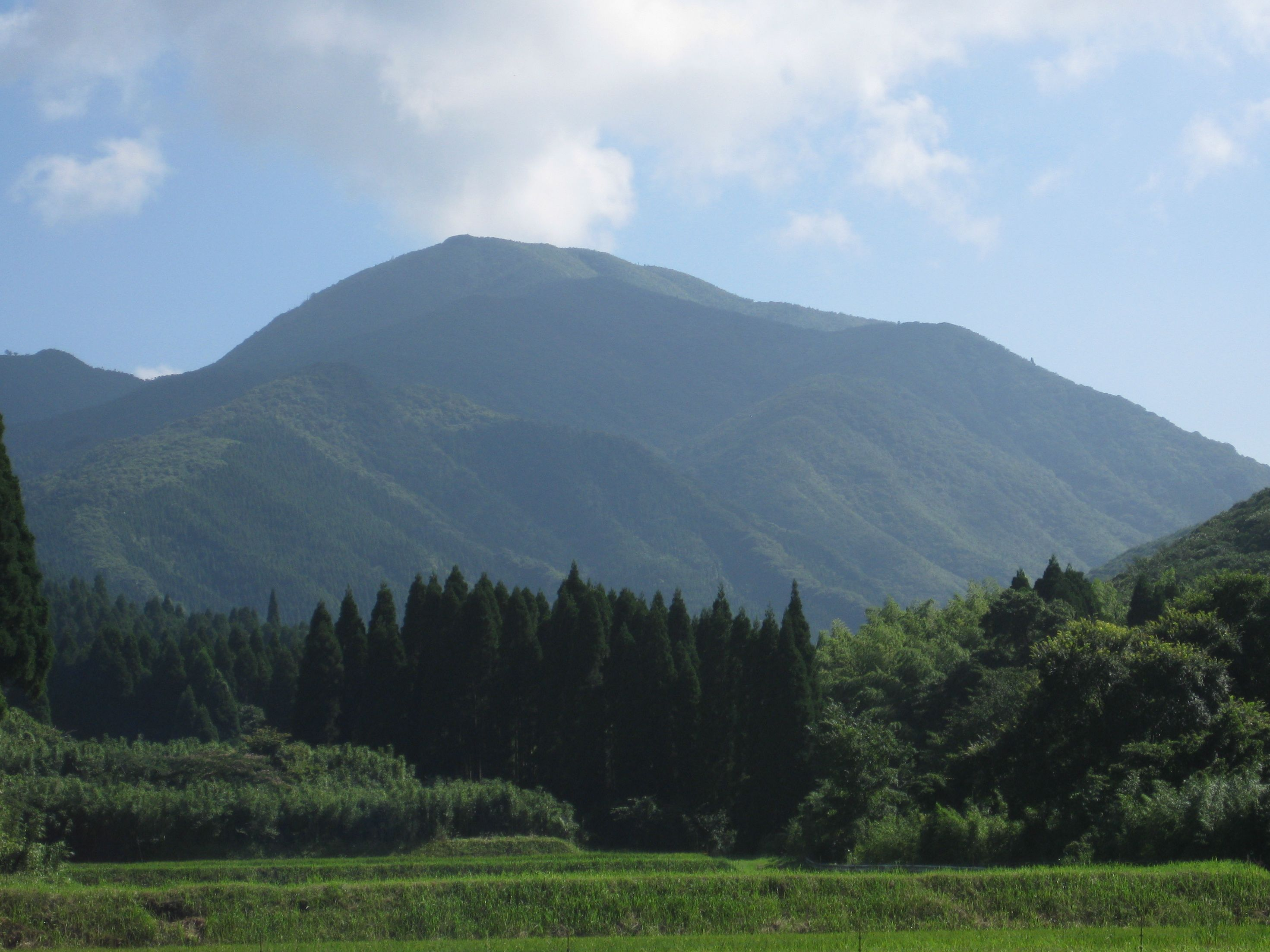
甫与志岳（肝属山地）

町域の大半は肝属山地（国見山系）であり、東岸に内之浦湾が広がる。岸良湾は海図に小山田湾と書かれている。
岸良小山田で鹿児島埋蔵文化財になっている弥生時代（前）の弥生土器・石器の破片が発見されている。

### 隣接自治体
北-西方向に高山町、西方向に大根占町・田代町（錦江町）、南西方向に佐多町（南大隅町）が隣接していた。大根占町とは肝属山地で接しており、通行可能な道路が存在しない。

## 歴史
大隅国設置時から高山とともに肝属郡に属す。中世は肝付氏一派の内之浦氏・岸良氏の、江戸時代は島津氏の支配を受けた。
- 1357年 - 島津氏が岸良村を比志島氏（小山田氏）に与える。
- 1357年 - 肝付兼氏小串村を志布志大慈寺に寄進する。
- 1407年 - 肝付兼元が平田神社を修造する。
- 1505年 - 高谷神社炎上し神宝その他が焼ける。
- 1539年 - 肝付兼続が高谷神社を再興した。
- 1566年 - 肝付兼続島津氏に逐われ内之浦より志布志に至り自刃する。
- 1574年 - 肝付氏が島津氏に敗北。
- 1576年 - 都城領の飛地として、北郷氏の支配下となる（1595-1600年は伊集院忠棟が支配）。
- 1589年 - 明船が内之浦に渡来。
- 1631年 - 内之浦は高山外城に統合される。
- 1640年 - 高山外城から内之浦外城が分立（後に内之浦郷と改称）。
- 1810年 - 伊能忠敬らが内之浦の測量を実施。
- 1872年 - 内之浦小学校の前身となる欽明館が開校。
- 1889年 - 町村制実施に伴い、内之浦郷内の北方村・南方村・岸良村が合併し内之浦村が発足。
- 1898年 - 高山村波見 - 内之浦の県道（現国道448号）が開通。
- 1932年 - 内之浦村が町制施行、内之浦町となる。
- 1938年10月15日 - 肝属地方風水害。死者・行方不明者36人以上、流失家屋約130戸[1]。
- 1945年 - アメリカ軍による空襲被害を受ける。
- 1967年2月2日 - 鹿児島スペースセンター（現内之浦宇宙空間観測所）が完成。
- 1970年2月11日 - 日本初の人工衛星「おおすみ」を発射。
- 1995年 - 内之浦町役場（現在の肝付町役場内之浦総合支所）が完成。

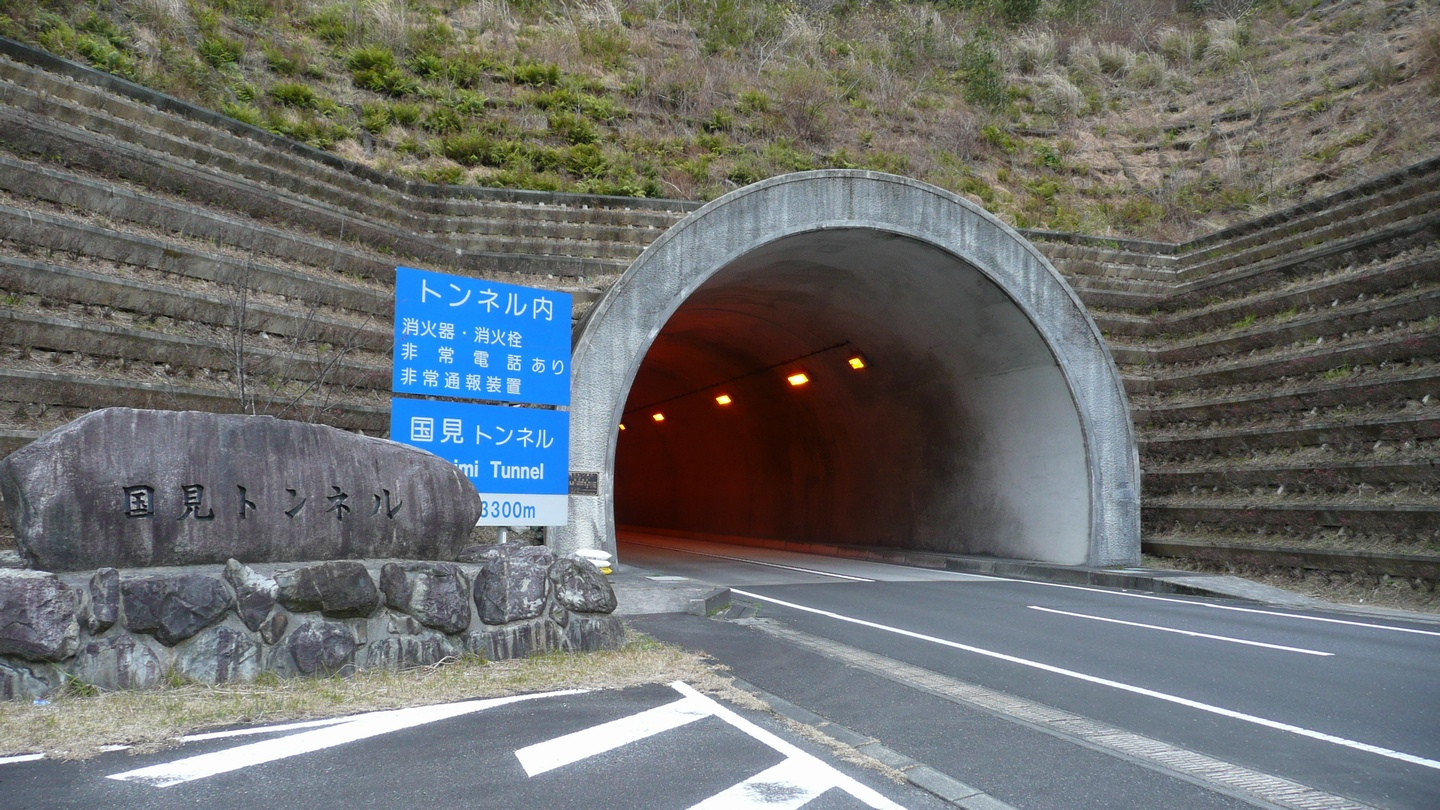
高山・鹿屋方面へのアクセス路となる国見トンネル（県道561号）

- 2002年12月18日 - 国見山系を貫く国見トンネルが開通。
- 2005年7月1日 - 高山町と合併、肝付町の一部となる。

## 姉妹都市・提携都市

### 国内
- 銀河連邦 - 当時の宇宙科学研究所の研究施設があった市町による友好都市
  - サンリクオオフナト共和国（岩手県大船渡市）- 提携当時はサンリク共和国（岩手県気仙郡三陸町）
  - ノシロ共和国（秋田県能代市）
  - ウスダ共和国（長野県南佐久郡臼田町）- 現：佐久市
  - サガミハラ共和国（神奈川県相模原市） - 1987年11月8日友好都市提携（建国と称する）

## 地域

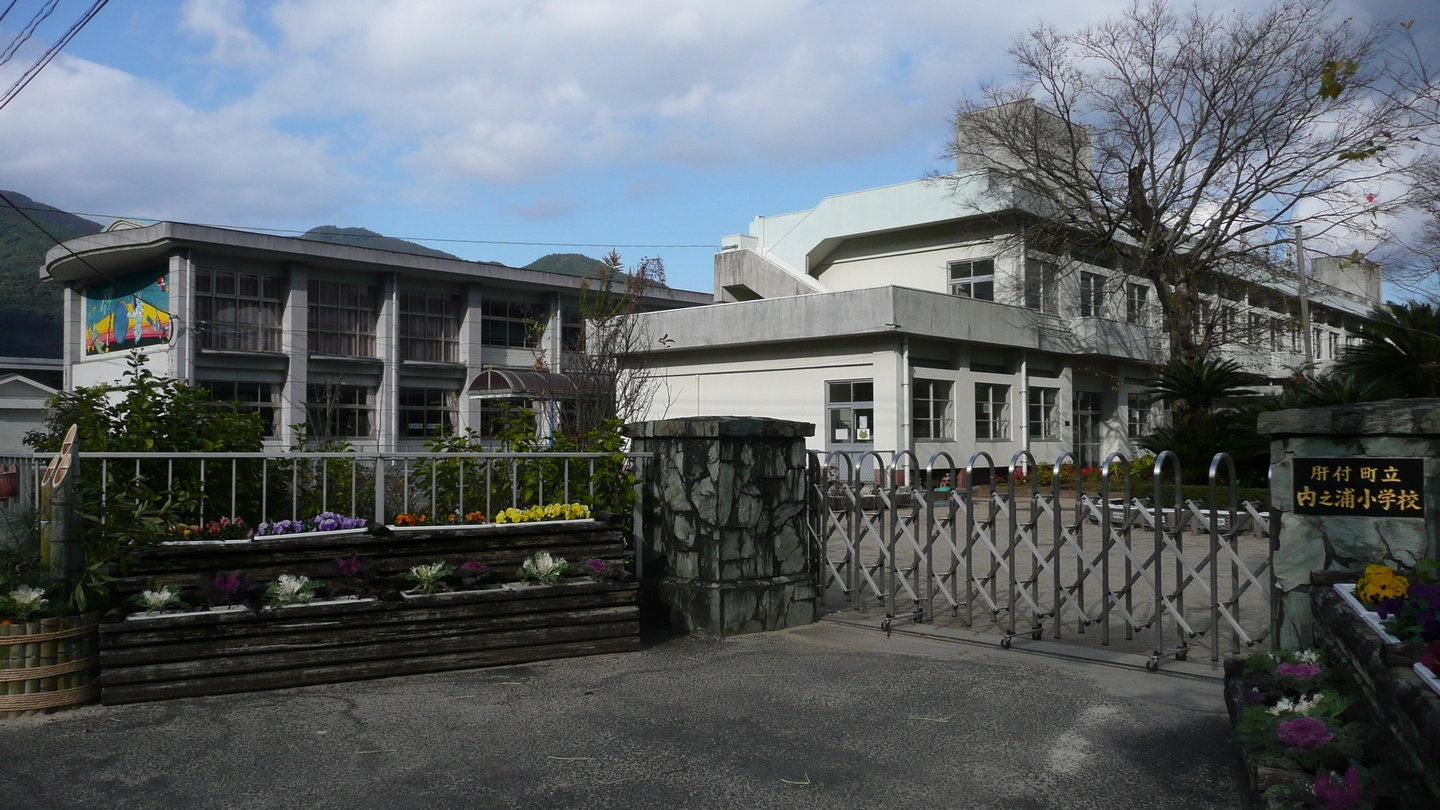
内之浦小学校

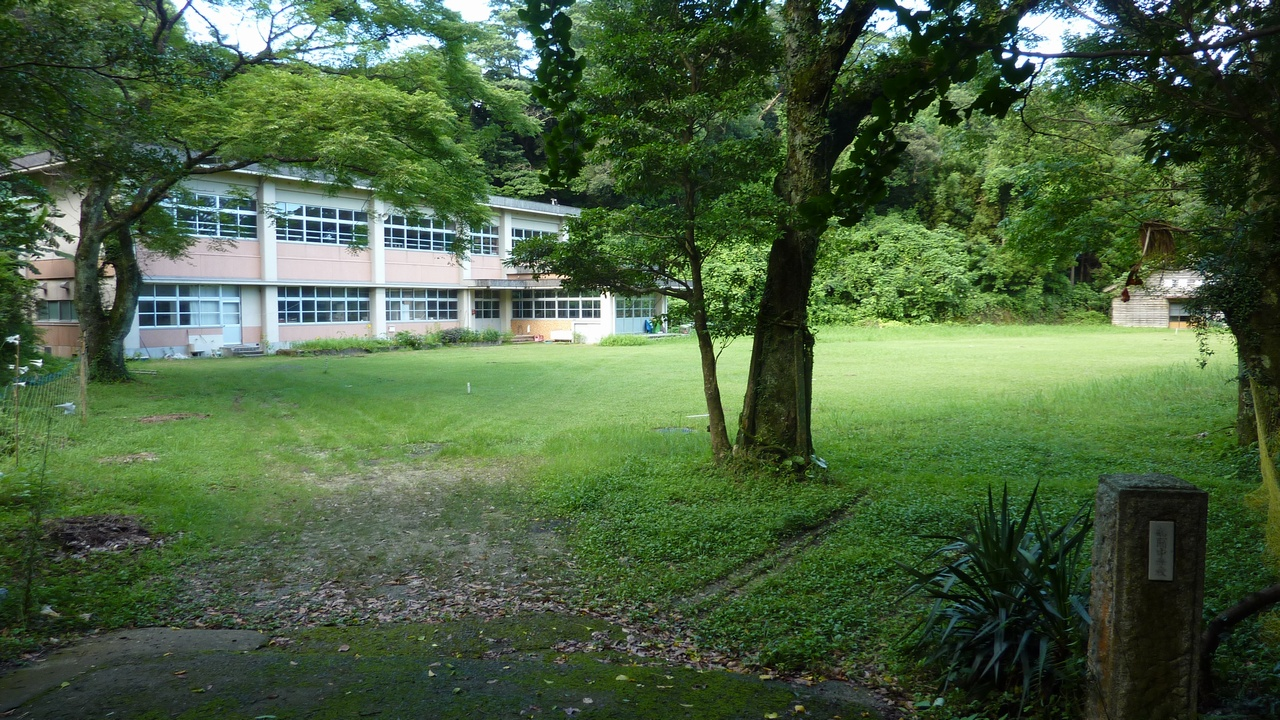
船間小学校・中学校跡

### 教育
合併時には2の小学校・中学校が存在した。
- 内之浦小学校
- 岸良小学校
- 内之浦中学校
- 岸良中学校

その他存在した小中学校は以下の通りである。
- 津代小学校 - 1902年に分校として創立、1929年に一度廃校した後、1950年に再度独立、1973年閉校
- 小串小学校 - 1921年に分校として創立、1951年に独立、1970年に内之浦小学校へ統合
- 大浦小学校 - 1954年に船間小学校の分校から独立、1990年休校、肝付町発足後の2011年9月廃校[2]
- 船間小学校 - 1994年廃校
- 大浦中学校 - 1947年に岸良中学校の分校として創立、1954年に独立、1990年休校、肝付町発足後の2011年9月廃校[2]
- 船間中学校 - 1947年に岸良中学校の分校として創立、1954年に独立、1981年廃校
- 宮原分校 - 1909年に分校として創立、1970年に内之浦小学校へ統合
- 国見分校 - 1941年開校、1955年閉校

## 交通

### 空港
町内に空港は無い。最寄り空港は宮崎空港または鹿児島空港。

### 鉄道
町内を鉄道路線は通っていない。最寄り鉄道駅は九州旅客鉄道（JR九州）志布志駅。

### 道路

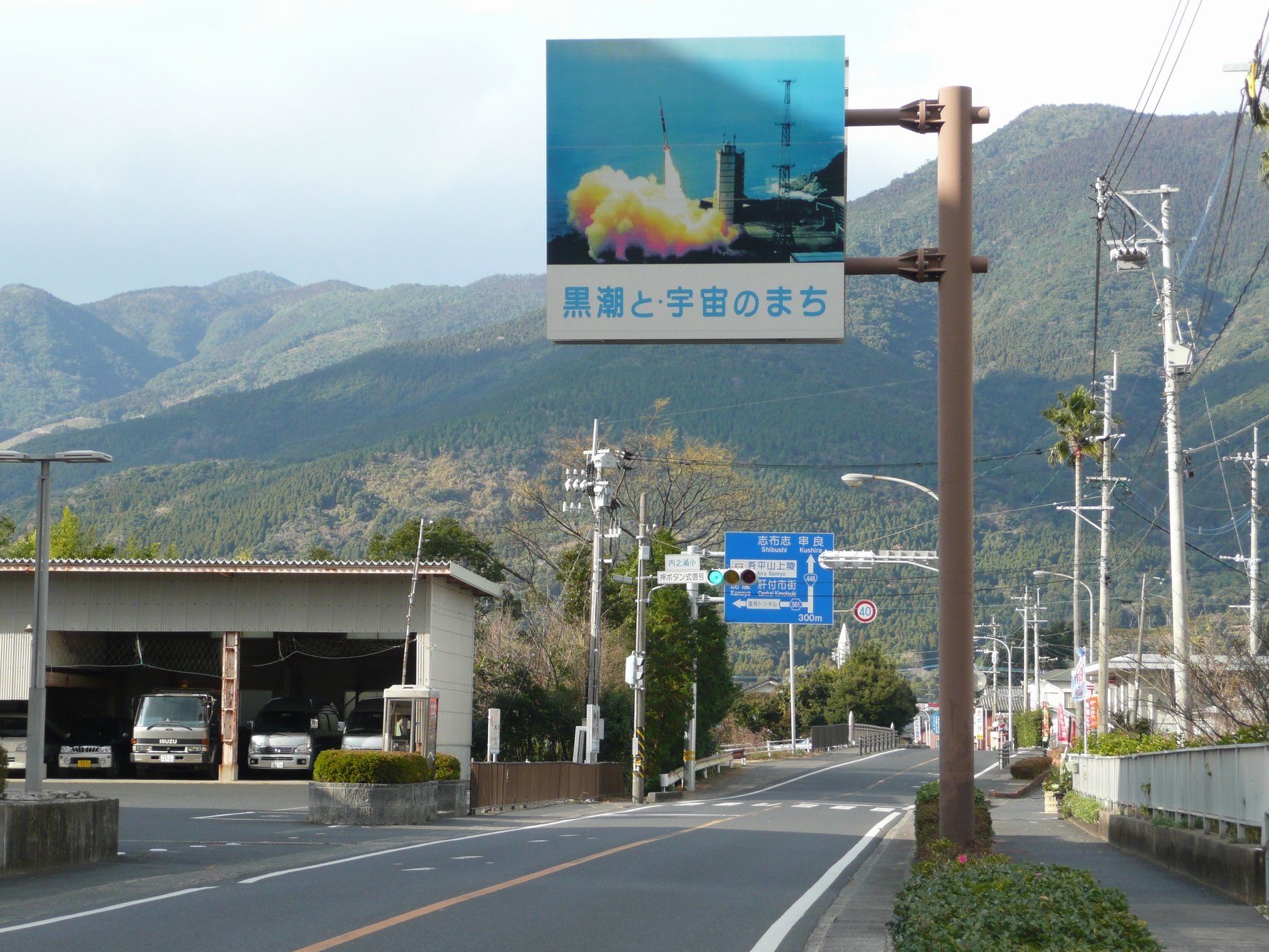
町役場前を通る国道448号

国道448号が町内を通り、かつては町中心部からは高山方面へ向かう唯一の路線であった。2002年12月に国見トンネル（県道561号）が開通したことで高山・鹿屋方面への所要時間が大幅に短縮された。
県道
- 鹿児島県道74号内之浦佐多線 - 岸良地区から南大隅町佐多へ向かう路線。海岸線に沿う。大半が未整備状態。
- 鹿児島県道542号岸良高山線 - 名称通り岸良地区から高山へ向かう路線。山越え。
- 鹿児島県道561号神之川内之浦線 - 国見トンネルが通る。

## 名所・旧跡・観光スポット・祭事・催事

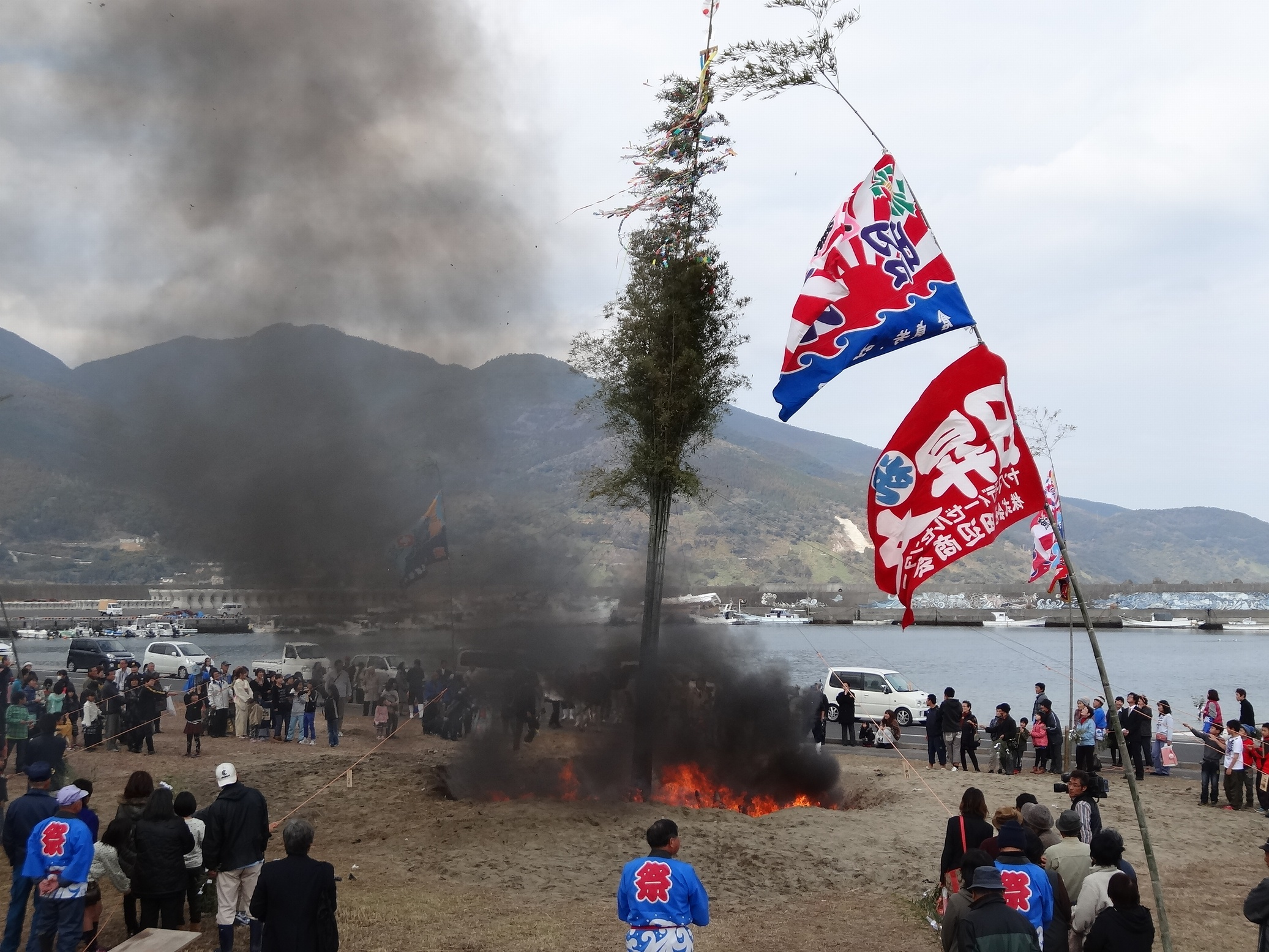
ドヤドヤサー（鬼火焚き）

- ドヤドヤサー（1月7日）
- ロケット祭り（8月中旬）
- 銀河マラソン（11月第4日曜日）

### 教育・研究施設
- 宇宙航空研究開発機構内之浦宇宙空間観測所

## 出身有名人
- 榮倉奈々：女優、モデル
- 戸柱恭孝：プロ野球選手

## その他
ソテツの本土最南端自生区域。